# Yvonne Oerlemans
Yvonne Oerlemans (Breda, 31 december 1945 - 14 september 2012) was een Nederlandse beeldhouwer en videokunstenaar.
Sinds begin jaren '80 is Oerlemans actief op het gebied van videokunst, installaties en objecten. Ze studeerde van 1974 tot 1979 aan de Vrije Academie in Den Haag, in 1983 gevolgd door een video-workshop aan de Jan van Eyck Academie in Maastricht. Vanaf 1984 woonde en werkte ze in Amsterdam. Oerlemans adresseerde menselijke thema's via paradoxale humor. Vaak speelde ze met contradicties en hun uiteindelijke synthese. Haar werk is meestal kort en compact. Ze zei daarover, dat kort werk beter te onthouden is. Ook bevordert het dat mensen de achterliggende betekenis van een beeld overpeinzen. Oerlemans ontving diverse prijzen. Haar gevarieerde werk is wereldwijd tentoongesteld, zoals in Amsterdam, Parijs en Nieuw York en is onder meer opgenomen in de Rijkscollectie.

## Werk
Oerlemans maakte zowel installaties en objecten als ook videokunst. Voor haar fysieke kunstwerken maakte ze gebruik van elektrische motoren die het object (van veelal polyester, gips en gevonden materialen) in beweging zetten. Dit gaf soms technische problemen en aangezien ze daarbij niet langer afhankelijk van anderen wil zijn, gebruikte ze bij een van haar latere objecten haar eigen lichaam. Dat was een eerste stap richting performance. Deze performances werden per video vastgelegd en ze omarmde dit medium. Oerlemans werkte veelal in een studio met een statische camera positie. Vanwege de kosten van het huren van een studio moest een concept vooraf goed zijn uitgewerkt. Nadat ze zelf videoapparatuur had aangeschaft, ontstond ook ruimte voor associatief werk: "als ik naar de alledaagse realiteit kijk, ongeremd door het rationele denken, dan zie en toon ik dingen vanuit een ander perspectief". Haar werkproces was dan meer intuïtief, ze reageerde met haar camerabewegingen op de omgeving. Ze zag dit proces als het resultaat van interactie tussen objecten, de camera en zichzelf.

### Distributie en kanalen
Het (video)werk van Oerlemans is inmiddels in collecties opgenomen van onder meer de Rijksdienst voor het Cultureel Erfgoed, en Center for Art and Media, Karlsruhe. Ook is haar werk beschikbaar via 235 Video in Keulen (Duitsland), Art Com TV in San Francisco (Verenigde Staten), Time Based Arts en LIMA in Amsterdam (Nederland).

### Videokunst en performances
- 1980 Najaar '80
- 1981 Territorium
- 1982 Vision
- 1982 Inside - Outside
- 1983 Corsettencyclus
- 1983 Tempora mutantur et nos cum illis
- 1983 The turning point
- 1983 Administration
- 1984 Pa-Ma-Triachaat
- 1985 Changing landscape
- 1987 The Titanic
- 1987 Postcards
- 1988 De appeleters
- 1990 Brains
- 1992 Metamorphosis in nature
- 1992 TV Chair (installation)
- 1993 Selevaren op de Zaan
- 1996 Crossing the Red Sea
- Fontein (jaartal onbekend)

### Lezingen en lesgeven
Oerlemans is onder meer gastdocent aan Academie Minerva in Groningen (1987). De kunstenares geeft ook lezingen aan het San Francisco Art Institute in de Verenigde Staten (1988) en het Musée d'Art Contemporain in Montréal, Canada (1994).

## Exposities en prijzen
Het werk van Oerlemans wordt tentoongesteld op internationale festivals, in galeries en musea, voornamelijk in Europa en Noord-Amerika. Zo exposeert ze op het Audiovisual Experimental Festival (AVE), het European Media Art Festival, het Berlin Film Festival, het Impakt Festival en in Musée d'art contemporain de Montréal, Centre Pompidou, en het Stedelijk Museum Amsterdam. Haar werk is ook op televisie te zien in Europa, de Verenigde Staten en Canada. In 1985 ontving Oerlemans de eerste prijs voor haar kunst carrière op het Aarhus International Video Festival & Competition. Na een aantal exposities in Duitsland is haar werk in 1990 te zien op het Filmfestival in Moskou. Ze ontvangt in 1991 een prijs op het Internationaal Film and Video Art Festival in Hongarije. Datzelfde jaar heeft ze een solo expositie in de Artoteek Noord Gallery in Amsterdam. Oerlemans neemt daarnaast deel aan diverse groepstentoonstellingen, waaronder Het Magnetische beeld in stadsgalerij Heerlen (1988), Beroep: Kunstenaar in het Rijksmuseum Twenthe (1990), Eeuwig kwetsbaar, hedendaagse kunst en religie in Volkenkundig museum Gerardus van der Leeuw in Groningen (1998) en Fam. in het Museum voor Moderne Kunst in Arnhem (2004). In 2003 wordt ze lid van de Amsterdamse kunstenaarsvereniging Arti et Amicitiae naast haar lidmaatschap van de Beroepsvereniging van Beeldende Kunstenaars.